# 坂道発進補助装置

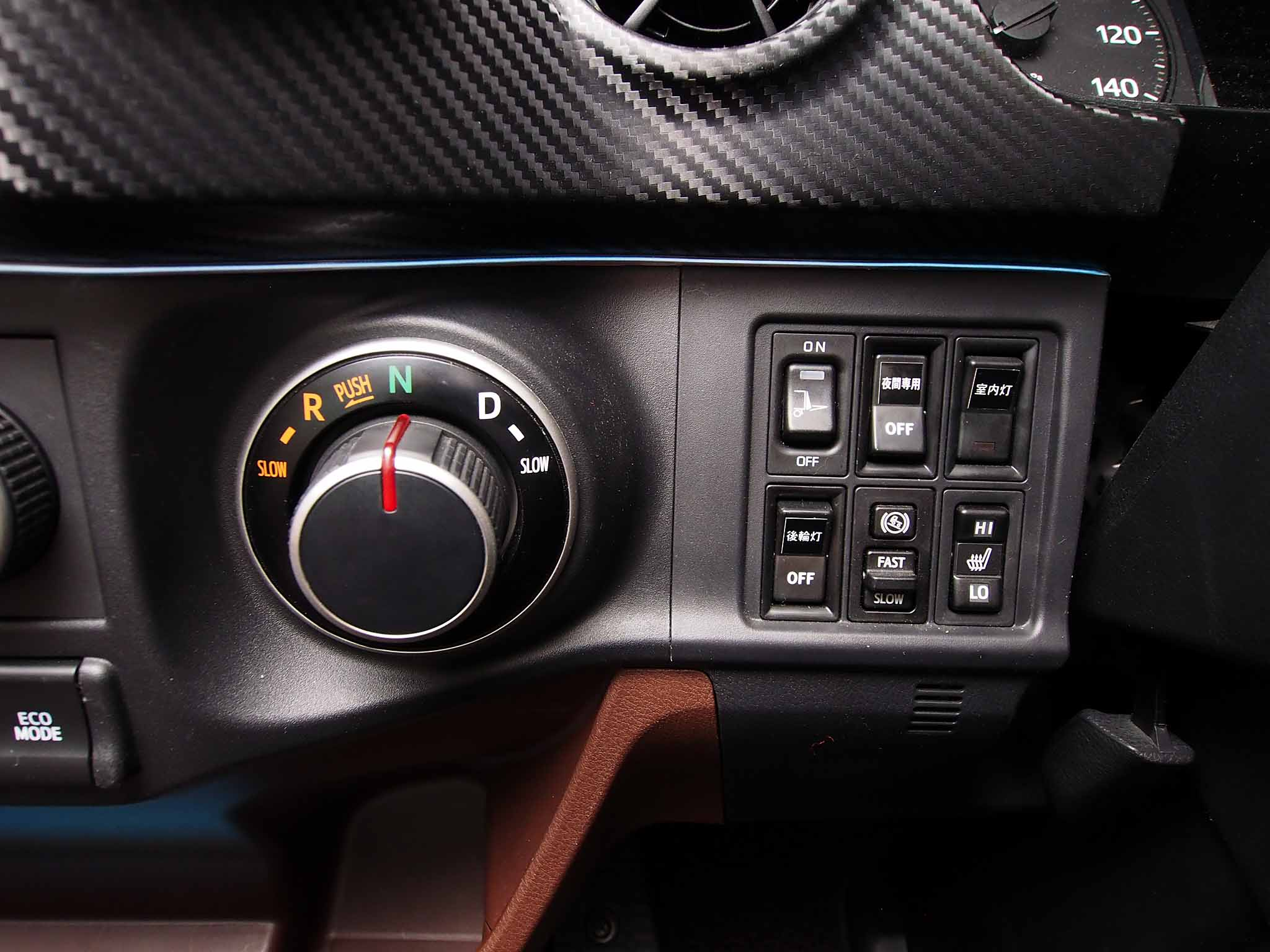
日野・レンジャーの坂道発進補助装置「ESスタート」
右側のトラックの絵のボタンがメインスイッチで、その下のFAST・SLOWでブレーキが緩むタイミングを調整する。

坂道発進補助装置（さかみちはっしんほじょそうち）は、坂道発進時に運転手が犯しやすい、車両の後退を抑制するシステムである。

## 概説
マニュアルトランスミッション(MT)車で坂道発進を行う場合は半クラッチ操作が必要だが、乗用車に比べて車両重量や積載量の重い大型車では乗用車以上に車両後退を犯し易くなる。そこで安全確保の見地から運転手の技量補完を図るべく1990年代に本装置が開発された。
基本的な構造はブレーキ配管に電磁弁を追加したもので、空気ブレーキ・油圧ブレーキを問わず容易に装備できることから、日本国内では多くのバスや最大積載量2tクラス以上のトラックに標準またはオプションで設定されている。乗用車では本田技研工業のN-BOXやN-WGNなどに搭載されている。（後述）
日本国内の大型車メーカー4社ごとの商標は下記のとおり。
- いすゞ・：HSA(Hill Start Aid) ※日本国外ではHill Start Assistの意で用いられることがある。エルガOEMの日野・ブルーリボンII、エルガミオOEMの日野・レインボーIIもHSAの名称が使われている。
- 日野・いすゞ（2代目ガーラのみ）：ESスタート(Easy and Smooth Start)
- 三菱ふそう：EZGO（イージーゴー）
- UDトラックス（旧:日産ディーゼル工業）・日産（アトラスF24のみ）・いすゞ（エルフ100のみ）・三菱ふそう（キャンターガッツのみ）：EHS(Easy Hill Start)

## 作動概要
停止時
車速センサーが車両の停止を感知すると、コンピューターが電磁弁を作動させブレーキ力を保持するので、ブレーキペダルから足を離しても、車両は停止したままになり、計器板には作動状態を示す表示灯が点灯する。
発進時
クラッチを踏み込み、ギアをニュートラル以外のポジションにし、クラッチを繋ぐと、クラッチが繋がる寸前に、電磁弁が作動しブレーキが緩解される。（クラッチペダル位置センサーによりブレーキが緩解されるため、クラッチが減った場合など、緩解ポイントがずれるが、緩解ポイントは電気的に微調整ができるので、問題はない）

### 注意点
- 交差点での信号待ちや渋滞のような短時間の停車を想定して設計されているため、長時間停車する場合やエンジンを止める場合はパーキングブレーキを使用すること。
- 作動中にドアを開けた場合や、長時間（約5分以上）作動させたままだと、警報が鳴る。なおパーキングブレーキを使用した場合この機能は解除される。
- 急ブレーキをかけて車両を停止させた場合エラーを起こし坂道発進補助装置が作動しない場合がある。

## 普通車用の坂道発進補助装置
従来は大型車用途の装置が多かったが、2000年代からは普通車用途でも「オートパーキング」、「ヒルスタートアシスト」などの名称を持つ坂道発進補助装置が装備されることが多くなった。坂道発進が難しいとされるMT車をはじめ、トルクコンバータを持たないAT車で装備が拡大している。ほとんどの場合は姿勢制御装置（例：ESP、VSC、VDC）のブレーキ圧制御を利用し、停止時のブレーキ圧を記憶する方式である。近年普及してきたデュアルクラッチトランスミッション（例：フォルクスワーゲンのDSG）ではクリープ現象を擬似的に再現する場合があるが、急な坂道では力が弱く後退してしまうため、その欠点を補うものとして装備されている。通常のトルクコンバータを持つAT車でも操作性を向上させるため装備されることも多くなった。プリウスなどトヨタ自動車のハイブリッドカーでは車輪直結型のモーターを制御し、モーターのトルクで後退を防止する機能を持たせている。

## アフターパーツとしての坂道発進補助装置
1980年代前半、まだAT車の比率が少なかった時代に曙ブレーキ工業がスライドストッパーという名称で坂道発進補助装置を発売したことがあった。

## 鉄道車両の坂道発進補助装置

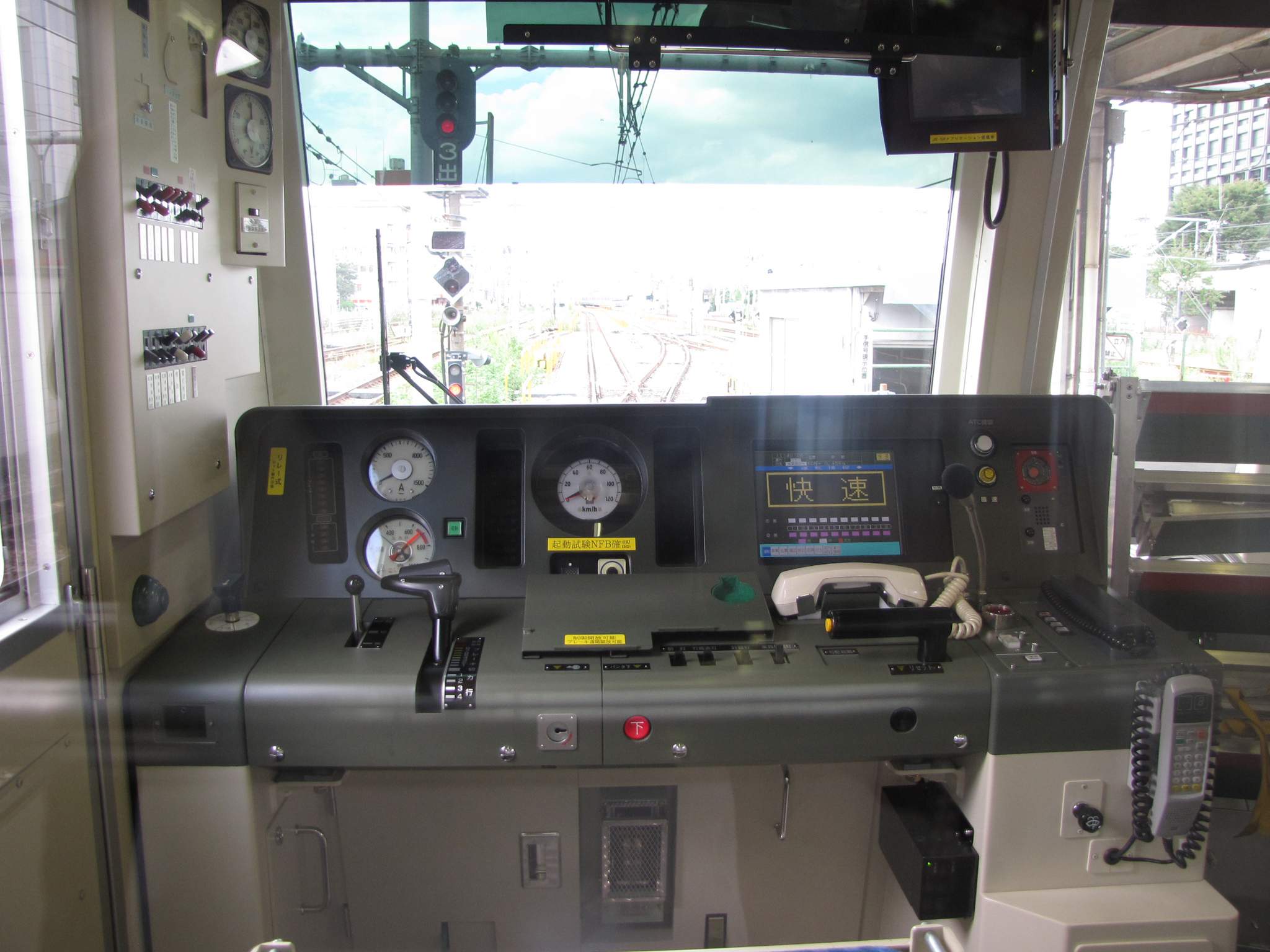
勾配起動スイッチを備えた鉄道車両の運転台（東京地下鉄・15000系車両）
右側グリップの黄色いボタンが勾配起動スイッチ

鉄道車両では、ワンハンドル車で運転台に「勾配起動」スイッチが設置されている車両が多い。鉄道車両、特に電気車においては回路保護などの観点からブレーキを緊締したままの力行ができなくなっている事が多い。さらにワンハンドル車では制動・力行のポジションが一直線上に並んでいる構造から、ブレーキを緊締しながらの起動ができない。そこで勾配起動スイッチを押すことで空気ブレーキを緊締し、マスコンハンドルを奥のブレーキ段から手前の力行（加速）段に入れてブレーキを緊締したまま力行回路を構成した状態を作り出し、勾配起動スイッチを解除する事でブレーキを緩解し加速する。